# Anna Duritskaya
Anna Durítskaya (en ucraniano: Анна Дурицька) (Bila Tserkva, 27 de noviembre de 1991) es una modelo ucraniana, que llegó a ser finalista de Miss Ukraine Universe en 2018.
El 27 de febrero de 2015, fue la única testigo presencial del asesinato de Borís Nemtsov, ocurrido en el puente Bolshói Moskvoretski de Moscú. Durítskaya mantenía una relación desde hacía más de dos años con Nemtsov, una de las principales figuras de la oposición a Vladímir Putin y a la intervención militar rusa en Ucrania. Tras el asesinato, la policía rusa la mantuvo bajo arresto domiciliario. El Ministerio de Relaciones Exteriores de Ucrania declaró que había intervenido para conseguir su liberación y su regreso de Moscú. Las agencias de noticias rusas pro-Putin habían afirmado que Nemtsov la había obligado a abortar en Suiza, en un intento de implicarla a ella y al Servicio de Seguridad de Ucrania en el asesinato.
Al regresar a Kiev (Ucrania), se escondió bajo la protección de guardias armados que le asignó el Fiscal General de Ucrania, después de haber recibido amenazas de muerte. Las agencias de noticias pro-Putin filtraron fotos provocativas de Durítskaya, en un intento de desacreditarla, tras lo cual se negó a regresar a Rusia para testificar en el juicio.
En diciembre de 2018, The Guardian volvió a publicar la entrevista de Durítskaya con TV Rain en el momento de su liberación, en la que pedía que se cambiara el nombre de la calle de la embajada rusa en Londres en memoria de Nemtsov. Washington D. C. ya lo había hecho anteriormente, en virtud de la "Ley 22-92 de designación de la plaza Borís Nemtsov de 2018".
En 2017, planeó reunirse con su amigo, músico y cineasta Ankit Love en Londres, y asistir al Central Saint Martins College of Art and Design. En 2022, tras el estallido de la guerra en Ucrania, Durítskaya huyó del país, conduciendo desde Kiev hasta Sofía (Bulgaria), y llegando luego a Londres por aire, donde solicitó asilo. En abril de 2022, su amigo Ankit Love fue detenido por la policía búlgara cerca de Godech, mientras conducía un Mercedes-Benz Clase G con matrícula ucraniana, que pertenecía a Durítskaya, de vuelta a Londres para ella. El coche estaba lleno de su ropa de diseño y joyas por valor de más de 100 000 dólares. La policía búlgara confiscó el coche de Durítskaya, después de detener e interrogar a Ankit Love durante siete horas.